# Callum Skinner
Callum Skinner, född 20 augusti 1992 i Glasgow, är en brittisk cyklist som tog OS-guld i lagsprintloppet vid de olympiska cyklingstävlingarna 2016 i Rio de Janeiro och silver i den individuella sprinten.